# Alcidion dominicum
Alcidion dominicum es una especie de escarabajo longicornio del género Alcidion, tribu Acanthocinini, subfamilia Lamiinae. Fue descrita científicamente por Fisher en 1926.
El período de vuelo de la especie se presenta durante los meses de junio y julio.

## Descripción
Mide 13 milímetros de longitud.

## Distribución
Se distribuye por República Dominicana.